# Lukáš Pauschek
Lukáš Pauschek (ur. 9 grudnia 1992 w Bratysławie) – piłkarz słowacki grający na pozycji prawego obrońcy. Od 2019 jest zawodnikiem klubu Slovan Bratysława.

## Kariera klubowa
Swoją karierę piłkarską Pauschek rozpoczął w klubie Slovan Bratysława. W 2011 roku awansował do kadry pierwszej drużyny Slovana prowadzonej przez trenera Karela Jarolíma. 25 lutego 2011 zadebiutował w pierwszej lidze słowackiej w wygranym 3:1 wyjazdowym meczu ze Spartakiem Trnawa. W sezonie 2010/2011, w którym rozegrał łącznie 12 ligowych meczów, wywalczył ze Slovanem tytuł mistrza Słowacji oraz zdobył Puchar Słowacji. W sezonie 2011/2012 wystąpił w 14 ligowych meczach.
W 2013 roku Pauschek trafił do Sparty Praga, jednak nie rozegrał w niej meczu. Na początku 2014 roku przeszedł do innego praskiego klubu Bohemians 1905. Z kolei w 2016 został zawodnikiem FK Mladá Boleslav.
| Sezon   | Klub              | Kraj     | Rozgrywki      | Mecze | Bramki |
| ------- | ----------------- | -------- | -------------- | ----- | ------ |
| 2010/11 | Slovan Bratysława | Słowacja | Corgoň liga    | 12    | 0      |
| 2011/12 | Slovan Bratysława | Słowacja | Corgoň liga    | 14    | 0      |
| 2012/13 | Slovan Bratysława | Słowacja | Corgoň liga    | 25    | 1      |
| 2013/14 | Sparta Praga      | Czechy   | Gambrinus Liga | 0     | 0      |
| 2013/14 | Bohemians 1905    | Czechy   | Gambrinus Liga | 13    | 0      |
| 2014/15 | Bohemians 1905    | Czechy   | Gambrinus Liga | 28    | 0      |
| 2015/16 | Bohemians 1905    | Czechy   | Gambrinus Liga | 15    | 0      |
| 2015/16 | FK Mladá Boleslav | Czechy   | Gambrinus Liga | 5     | 0      |
| 2016/17 | FK Mladá Boleslav | Czechy   | Gambrinus Liga |       |        |

## Kariera reprezentacyjna
W 2011 roku Pauschek zadebiutował w reprezentacji Słowacji U-21. Z kolei 15 sierpnia 2012 zaliczył swój debiut w dorosłej reprezentacji w wygranym 3:1 towarzyskim meczu z Danią, rozegranym w Odense.